# Wetmore (Kansas)
Pour les articles homonymes, voir Wetmore.
Wetmore est une ville américaine située dans le comté de Nemaha, au Kansas. Selon le recensement de 2010, sa population est de 368 habitants.